# Eric Darnell
Eric Robert Darnell est un réalisateur, directeur des effets spéciaux, scénariste, et acteur spécialisé dans les films d'animation né le 21 août 1961 dans le Kansas.

## Filmographie

### Réalisateur
- 1990 : REM : Pop screen
- 1992 : Gas Planet
- 1998 : FourmiZ (Antz) coréalisé avec Tim Johnson
- 2005 : Madagascar coréalisé avec Tom McGrath
- 2008 : Madagascar 2 coréalisé avec Tom McGrath
- 2012 : Madagascar 3 coréalisé avec Conrad Vernon et Tom McGrath
- 2014 : Les pingouins de Madagascar coréalisé avec Simon J. Smith

### Directeur des effets spéciaux
- 1997 : Campfire Tales (en)
- 2000 : CyberWorld
- 2001 : Shrek

### Scénariste
- 2005 : Madagascar

### Doublage
- 2005 : Madagascar